# Дэвис, Пол Марк
Пол Марк Дэ́вис (англ. Paul Marc Davis; род. 16 апреля 1974, Лондон) — английский актёр и кинопродюсер.

## Биография
Пол Марк Дэвис изучал изобразительное искусство и был профессиональным скульптором в течение 12 лет. Он наиболее известен дизайном Международной музыкальной премии «Граммофон», которая считается высшей наградой для исполнителей классической музыки.
В 2001 году после случайной встречи, ему предложили главную роль в фильме Четвертого канала о жизни Казановы. В том же году он сыграл призрака в фильме «Гарри Поттер и философский камень».

## Избранная фильмография
| Год  |   | Русское название                  | Оригинальное название                 | Роль          |
| ---- | - | --------------------------------- | ------------------------------------- | ------------- |
| 2001 | ф | Гарри Поттер и философский камень | Harry Potter and the Sorcerer's Stone | призрак       |
| 2013 | ф | Библия                            | The Bible                             | Симон фарисей |
| 2014 | ф | Сын Божий                         | Son of God                            | Симон фарисей |